# Gekko
A Gekko a hüllők (Reptilia) osztályába, a pikkelyes hüllők (Squamata) rendjébe, valamint a gyíkok (Sauria) alrendjébe és a gekkófélék (Gekkonidae) családjába tartozó nem. Bár egyes fajok, például a pöttyös gekkó (Gekko gecko) nagyon elterjedt és gyakori, más fajainak elterjedési területe nagyon kicsi, és ritkának vagy veszélyeztetettnek számítanak.

## Species
A nembe az alábbi fajok tartoznak:
- Gekko aaronbaueri Tri, Thai, Phimvohan, David & Teynié, 2015
- Gekko adleri T.Q. Nguyen, Y. Wang, Yang, Lehmann, Ziegler & Bonkowski, 2013
- Gekko albofasciolatus (A. Günther, 1867)
- Gekko albomaculatus Giebel, 1861
- Gekko athymus W.C. Brown & Alcala, 1962
- Gekko auriverrucosus Zhou & Y. Liu, 1982
- Gekko badenii Szczerbak & Nekrasova, 1994
- Gekko bannaense Y. Wang, J. Wang & Z. Liu, 2016
- Gekko boehmei Luu, Calame, T.Q. Nguyen, Le & Ziegler, 2015
- Gekko bonkowskii Luu, Calame, T.Q. Nguyen, Le & Ziegler, 2015
- Gekko brooksii (Boulenger, 1920)
- Gekko browni Russell, 1979
- Gekko canaensis Ngo & Gamble, 2011[3]
- Gekko canhi Rösler, T.Q. Nguyen, Doan, Ho, T.T. Nguyen & Zeigler, 2010[4]
- Gekko carusadensis Linkem, Siler, Diesmos, Sy & R.M. Brown, 2010[5]
- Gekko chinensis (Gray, 1842)
- Gekko cib Lyu, Lin, Ren, Jiang, Zhang, Qi & Wang, 2021
- Gekko cicakterbang L. Grismer, Wood, J. Grismer, Quah, Thy, Phimmachak, Sivongxay, Seateun, B. Stuart, Siler, Mulcahy, Anamza & R.M. Brown, 2019
- Gekko coi R.M. Brown, Siler, Oliveros, Diesmos & Alcala, 2011
- Gekko crombota R.M. Brown, Oliveros, Siler & Diesmos, 2008
- Gekko ernstkelleri Rösler, Siler, R.M. Brown, Demegillo & Gaulke, 2006
- Gekko flavimaritus Rujirawan, Fong, Ampai, Yodthong, Termprayoon & Aowphol, 2019
- Pöttyös gekkó (Gekko gecko) (Linnaeus, 1758)
  - Gekko gecko azhari Mertens, 1955
  - Gekko gecko gecko (Linnaeus, 1758)
- Gekko gigante W.C. Brown & Alcala, 1978[6]
- Gekko grossmanni R. Günther, 1994
- Gekko guishanicus Lin & Yao, 2016
- Gekko gulat R.M. Brown, Diesmos, Duya, Garcia & Rico, 2010
- Gekko hokouensis Pope, 1928
- Gekko horsfieldii (Gray, 1827)
- Gekko hulk Grismer, Pinto, Quah, Anuar, Cota, McGuire, Iskandar, Wood Jr, & Grismer, 2022
- Gekko intermedium Taylor, 1915
- Gekko iskandari R.M. Brown, Supriatna & Ota, 2000
- Gekko japonicus (Schlegel, 1836)
- Gekko jinjiangensis Hou, Shi, Wang, Shu, Zheng, Qi, Liu, Jiang, & Xie, 2021
- Gekko kabkaebin L. Grismer, Wood, J. Grismer, Quah, Thy, Phimmachak, Sivongxay, Seateun, B. Stuart, Siler, Mulcahy, Anamza & R.M. Brown, 2019
- Gekko kaengkrachanense Sumontha, Pauwels, Kunya, Limlikhitaksorn, Ruksue, Taokratok, Ansermet & Chanhome, 2012
- Gekko khunkhamensis Sitthivong, Lo, Nguyen, Ngo, Khtpathoom, Le, Ziegler, & Luu, 2021
- Gekko kikuchii (Ōshima, 1912)
- Gekko kuhli (Stejneger, 1902)
- Gekko kwangsiensis Yang, 2015
- Gekko lauhachindai Panitvong, Sumontha, Konlek & Kunya, 2010[7]
- Gekko liboensis Zhou, Y. Liu & Li, 1982
- Gekko lionotum Annandale, 1905
- Gekko melli (T. Vogt, 1922)
- Gekko mindorensis Taylor, 1919
- Gekko monarchus (Schlegel, 1836)
- Gekko nadenensis Luu, T.Q. Nguyen, Le, Bonkowski & Ziegler, 2017
- Gekko nicobarensis Das & Vijayakumar, 2009
- Gekko nutaphandi Bauer, Sumontha & Pauwels, 2008
- Gekko palawanensis Taylor, 1925
- Gekko palmatus Boulenger, 1907
- Gekko petricolus Taylor, 1962
- Gekko phuyenensis Nguyen, Nguyen, Orlov, Murphy, & Nguyen, 2021
- Gekko popaense L. Grismer, Wood, Thura, M. Grismer, R.M. Brown & B. Stuart, 2018
- Gekko porosus Taylor, 1922
- Gekko pradapdao Meesok, Sumontha, Donbundit, & Pauwels, 2021
- Gekko reevesii (Gray, 1831)
- Gekko remotus Rösler, Ineich, Wilms & Böhme, 2012
- Gekko rhacophorus (Boulenger, 1899)
- Gekko romblon W.C. Brown & Alcala, 1978
- Gekko rossi R.M. Brown, Oliveros, Siler & Diesmos, 2009
- Gekko russelltraini Ngo, Bauer, Wood & J. Grismer, 2009
- Gekko scabridus Y. Liu & Zhou, 1982
- Gekko scientiadventura Rösler, Ziegler, Vu, Herrmann & Böhme, 2005
- Gekko sengchanthavongi Luu, Calame, T.Q. Nguyen, Le & Ziegler, 2015
- Gekko shibatai Toda, Sengoku, Hikida & Ota, 2008
- Gekko siamensis Grossman & Ulber, 1990
- Gekko similignum M.A. Smith, 1923
- Zöldszemű gekkó (Gekko smithii) Gray, 1842[8]
- Gekko sorok Das, Lakim & Kandaung, 2008
- Gekko stoliczkai Chandramouli, Gokulakrishnan, Sivaperuman, & Grismer, 2021
- Gekko subpalmatus (A. Günther, 1864)
- Gekko swinhonis A. Günther, 1864
- Gekko taibaiensis Song, 1985
- Gekko takouensis Ngo & Gamble, 2010
- Gekko tawaensis Okada, 1956
- Gekko thakhekensis Luu, Calame, T.Q. Nguyen, Le, Bonkowski & Ziegler, 2014
- Gekko tokehos L. Grismer, Wood, J. Grismer, Quah, Thy, Phimmachak, Sivongxay, Seateun, B. Stuart, Siler, Mulcahy, Anamza & R.M. Brown, 2019
- Gekko trinotaterra R.M. Brown, 1999
- Gekko truongi Phung & Ziegler, 2011
- Gekko verreauxi Tytler, 1865
- Gekko vertebralis Toda, Sengoku, Hikida & Ota, 2008
- Gekko vietnamensis Sang, 2010[9]
- Gekko vittatus Houttuyn, 1782
- Gekko wenxianensis Zhou & Wang, 2008
- Gekko yakuensis T. Matsui & Okada, 1968